# Apocrypta suprasegmenta
Apocrypta suprasegmenta är en stekelart som beskrevs av Ulenberg 1985. Apocrypta suprasegmenta ingår i släktet Apocrypta och familjen fikonsteklar.
Artens utbredningsområde är Filippinerna. Inga underarter finns listade i Catalogue of Life.